# Rastral

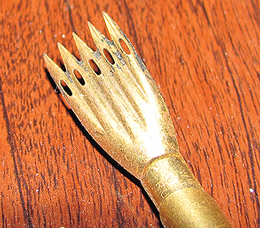
Rastral als Schreibfeder

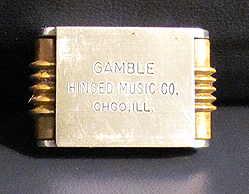
Rastral als Schreibroller mit Rastralweiten von etwa 8 und 9 mm

Das Rastral (mittellat. rastrum: „Harke“, „Rechen“) ist ein Werkzeug in der Musiknotation, mit dem die fünf Notenlinien eines Systems vorgezeichnet werden.

## Grabstichel
Ein Rastral als Grabstichel beim traditionellen Notenstich besteht aus Messing oder Stahl und sieht aus wie eine Gabel mit fünf Zinken. Für den Notendruck wurde es verwendet, um die Notenlinien mit Hilfe eines Lineals in die Stichplatte zu ritzen. Daraufhin wurden die Noten mit Stempeln eingehämmert.
Es gibt Zehn-Linien-Rastrale für Klaviersysteme und weitere Liniiermaschinen, mit denen jeweils eine ganze Notenseite mit unterschiedlicher Gruppierung der Systeme vorbereitet werden konnte. Mittlerweile ist diese Technik sehr selten geworden. Der Computernotensatz hat diese Werkzeuge abgelöst.

## Schreibgerät
Das Rastral gibt es auch als parallele Anordnung von fünf Schreibfedern, die von Musikern benutzt wird, um aus normalem Schreibpapier Notenpapier zu machen. Für diesen Gebrauch haben die fünf Spitzen auf der unteren Seite einen feinen Spalt.
Der Komponist Igor Strawinsky bevorzugte eine individuelle Gestaltung der Notenseiten und konstruierte dazu ein Rastral als Schreibroller, das er Stravigor nannte. Dieses Gerät versuchte er 1911 zu patentieren.
Das Linieren mit Tinte ist heute kaum mehr üblich. Ein Musiker, der kein Notenpapier zur Hand hat, kann fünf Minen für Fallbleistifte mit Klebefilm parallel zusammenkleben, oder Kugelschreiberminen von der Dicke derjenigen, die für Vielfarbenkugelschreiber verwendet werden.

## Rastralweite
Der Ausdruck „Rastral“ wird in der Musikphilologie noch in der Zusammensetzung Rastralweite gebraucht: Diese bezeichnet den Abstand zwischen den beiden äußersten Notenlinien. Üblicherweise beträgt die Rastralweite bei gestochenen Noten je nach Zusammenhang zwischen vier und acht Millimetern. Für handschriftliche Noten kann sie wesentlich größer sein.